# Sumpitan
Das Sumpitan (auch Leput, Lohinglambi, Spioet, Sumpit) ist eine Kombinationswaffe (Blasrohr und Lanze) aus Borneo. Es wurde dort von Ethnien wie den Kenyah und anderen Dayakgruppen als Jagd- und Kriegswaffe benutzt.

## Beschreibung

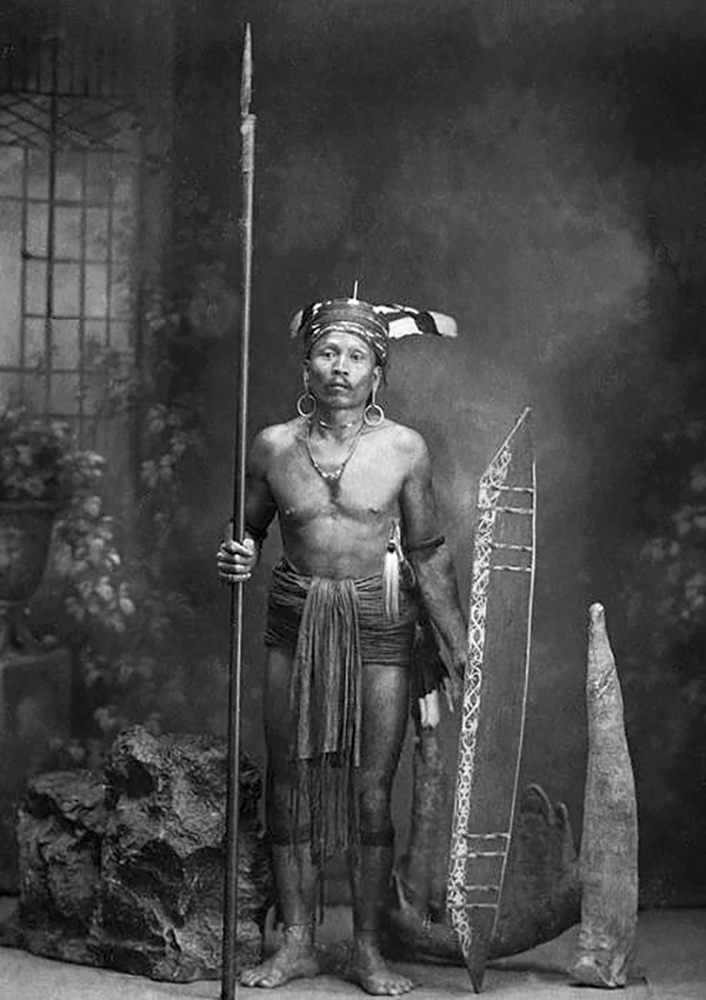
Dayak-Krieger mit einem Sumpitan

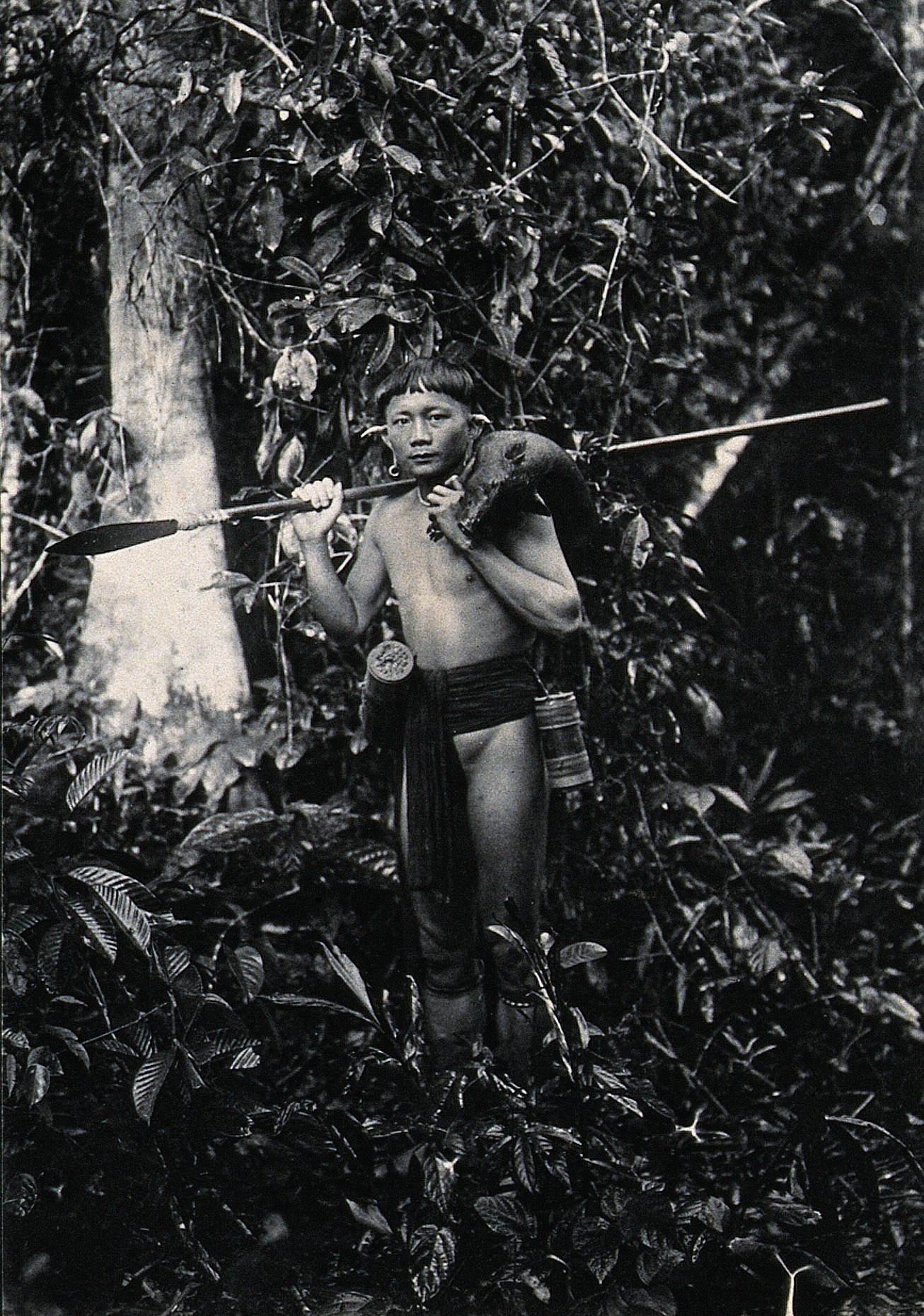
Ein Kenyah mit Sumpitan und Jagdbeute

Das Sumpitan ist ein Blasrohr, das aus einem einzigen Stück Hartholz vom Niagang-Baum geschnitzt ist. Das Niagang-Holz hat gerade Fasern und ist arm an Astknoten. Es hat die Gestalt eines einfachen, groben Stocks, der in der Regel etwa 156 cm bis etwa 240 cm lang ist. Es ist rund und hat einen Durchmesser von etwa 7 cm bis etwa 10 cm. Es wird nach dem Abschneiden von einem Baum in der Regel direkt an Ort und Stelle bearbeitet oder auch zum späteren Bearbeiten mitgenommen. Zur Herstellung wird der Ast in eine Vorrichtung eingespannt, in der er fest sitzt, am Boden aufsitzt und nicht verrutschen kann. Mit einem langen eisernen Bohrer oder Meißel wird der Ast auf der ganzen Länge durchbohrt. Verbleibende Bearbeitungsreste werden mit Wasser aus dem Rohr gespült. Das letzte Stück des Rohres wird von der entgegengesetzten Seite aufgebohrt. Durch diesen Arbeitsschritt wird das Rohr leicht krumm. Eine Begradigung wird durch Biegen des Rohres erreicht. Wenn die Rohrbohrung fertiggestellt ist, wird die Innenseite fein bearbeitet. Rattanschnüre werden durch das Rohr hin und her gezogen und feine Sandkörner werden hinzugefügt. Die feinste Politur geschieht mit der Hilfe von Ton.
An einem Ende wird eine Lanzenklinge befestigt und an der Befestigungstelle am Rohr mit Rattanschnüren umwickelt, um einen festeren Halt zu gewähren. Die Lanzenspitze wird immer aus Eisen geschmiedet, aber in manchen Fällen ist auch schon eine Spitze aus Eisenholz (Eusideroxylon zwageri, Familie der Lauraceae) verwendet worden. An der Seite, die der Lanzenspitze gegenüberliegt, wird oft ein Korn (indonesisch Kiahulon) aus Holz, Knochen oder Metall angebracht, um besser zielen zu können. An das Mundstück ist meist ein Ring (indonesisch Damar) aus Baumharz angebracht, der als Auflage für die Lippen dient.
Die zugehörige Ausrüstung besteht aus einem Köcher (indonesisch Tolor oder Tavang), den Pfeilen (indonesisch Langa), einem Kürbis (indonesisch Hung) zum Aufbewahren von kleinen Kegeln aus den Spitzen von Bäumen die an das Ende der Pfeile befestigt werden. Diese dienen dazu das Rohr mit den Pfeilen so abzudichten das ein möglichst starker Abschuss erfolgen kann. Andere Werkzeuge und Gerätschaften werden benötigt, um Gift (indonesisch Ipoh) an den Pfeilen zu transportieren, vorzubereiten und es an den Pfeilspitzen anzubringen. Außerdem gehört zur Ausrüstung ein kleines Werkzeug das zur Bearbeitung und Befestigung der Kegel in den Pfeilenden dient. Als Pfeile dienen Bambus- oder Palmholzsplitter, als Pfeilgift (Upas Antiar) der Milchsaft des Upasbaum. Wird die Haut verletzt, ist das Gift innerhalb von Sekunden tödlich.
Die Pfeile, die aus dem Sumpitan abgeschossen werden, haben eine Reichweite von etwa 35 Meter bis etwa 54 Meter. Genaue Treffer sind aber nur bis zu einer Entfernung von 20 Meter bis 25 Meter effektiv. Beim Abschuss erreichen die Pfeile eine Geschwindigkeit von etwa 180 km/h. Gejagt wurden mit dem Sumipitan Vögel und andere Kleintiere. Auch der Einsatz im Kampf ist dokumentiert, so fielen 30 Mann eines frühen britischen Expeditionsteam den Dayak zu Opfer, als diese die Europäer mit Giftpfeilen beschossen.